# Prinzessin Leia schlägt zurück
Prinzessin Leia schlägt zurück: Mein verrücktes Leben zwischen Kokain, Elektroschocktherapie und einem schwulen Ehemann (englischer Originaltitel Wishful Drinking; wörtlich: Wunschtrinken oder Sehnsüchtiges Trinken) ist ein autobiographischer Roman der US-amerikanischen Schauspielerin und Schriftstellerin Carrie Fisher (1956–2016) aus dem Jahr 2008.
Der deutsche Titel des Romans bezieht sich auf Carrie Fishers Rolle als Prinzessin Leia in der Star-Wars-Trilogie (1977–1983).
Der Roman selbst basiert auf Fishers Einpersonenstück, bzw. ihrer Comedy-Show „Wishful Drinking“, die sie zusammen mit dem Schriftsteller Joshua Ravetch entwickelt hat.

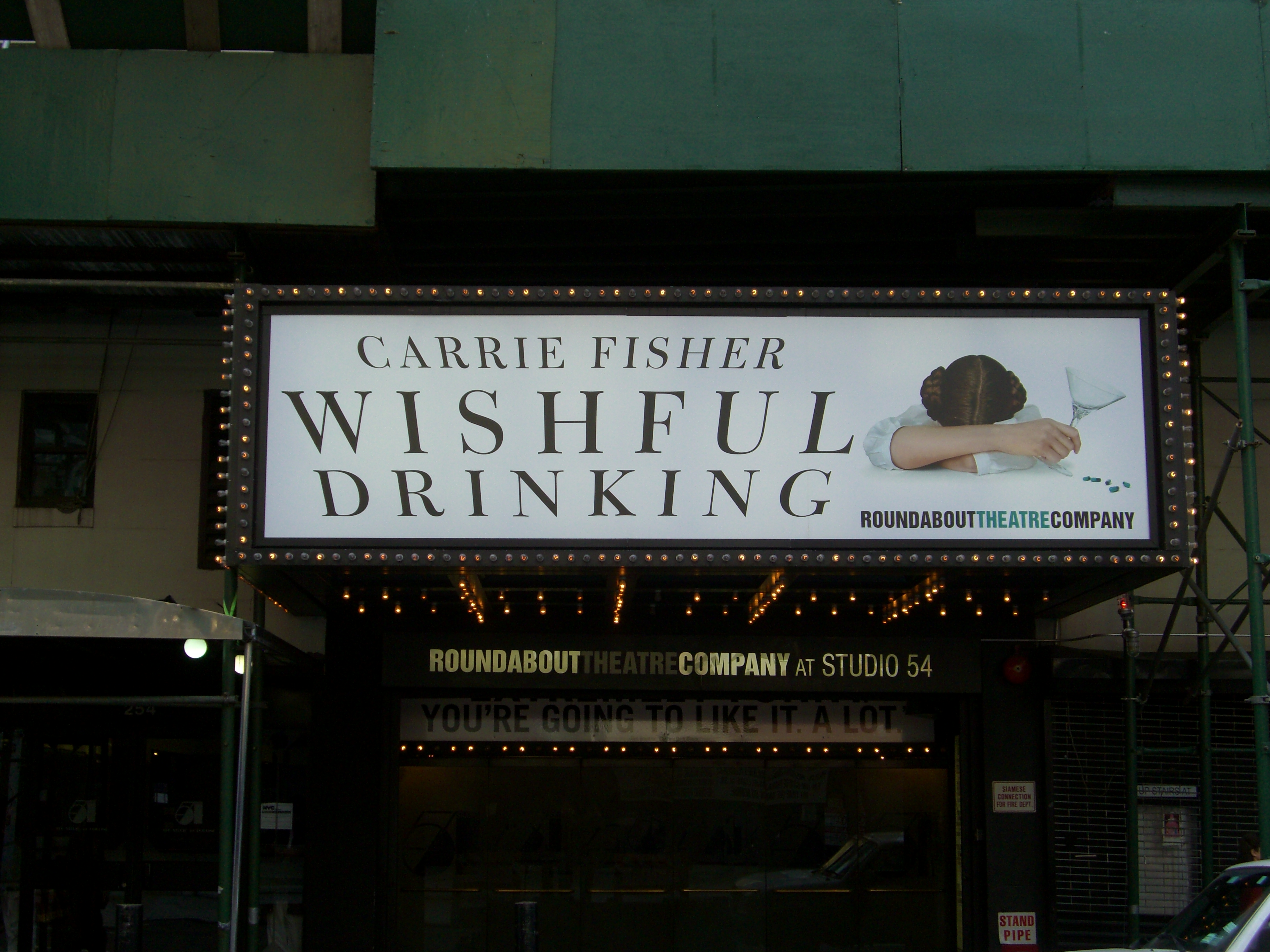
Werbetafel des Stücks, 2008

Das Stück hatte am 22. September 2009 bei Studio 54 am Broadway Premiere.
Die Romanfassung erschien 2011 in der deutschen Übersetzung von Elisabeth Liebel in München beim mvg Verlag. Seit Januar 2016 lautet der deutsche Titel des Romans Vom Erwachen der Nacht.

## Inhalt
Der Roman schildert die Kindheit und das Leben von Carrie Fisher. Darüber hinaus beschreibt Fisher ihre Erfahrungen mit Drogen, Elektroschocktherapie und ihre Beziehung zu ihrer Familie, besonders zu ihrer Mutter Debbie Reynolds.

## Kritik
Wishful Drinking erhielt meist positive Kritiken. Im Januar 2009 beschrieb die New York Times den Roman als „lustige, sardonische kleine Memoiren“.

Oliver Roscher schrieb auf News.de: „Prinzessin Leia schlägt zurück ist eine witzig-zynische Abrechnung mit dem eigenen Leben, ohne die Hoffnung zu verlieren, dass sich alles zum Guten wendet. Der Leser erhält den Eindruck einer Geschichte, wie es das kitschigste aller Hollywood-Scripts nicht besser hätte entwerfen können. Mit Darth Vader als Vater und Luke Skywalker als Bruder wäre ihr Leben wahrscheinlich nicht halb so unterhaltsam gewesen.“

## Dokumentarfilm
Am 11. Dezember 2010 veröffentlichte der Kabelsender HBO einen Dokumentarfilm der Bühnenshow, Regie führten Fenton Bailey und Randy Barbato. Am 13. September 2011 erschien der Film auf DVD.